# Mercedes Olea
Mercedes Olea es el nombre artístico de Mercedes Flores Pascual (Ciudad de México, 30 de mayo de 1966), una actriz mexicana.
Estudió Literatura y Teatro en la Universidad Nacional Autónoma de México (UNAM) en 1984-86 y obtuvo una beca para estudiar arte dramático en Bennington College (Vermont, Estados Unidos), donde se graduó. Dentro de este programa, cursó un año en la Royal Academy of Dramatic Arts, de Londres (1986-88). En 1994 tomó un curso de perfeccionamiento actoral en Circle-in-the-square Theater School, de Nueva York. Tiene estudios complementarios de danza, canto y flauta.
Ha trabajado en teatro, televisión, cine y publicidad. Además de español, habla inglés, francés y ruso. En 1993 realizó una gira para representar un espectáculo musical en doce ciudades de la Federación Rusa, entre ellas Moscú, Leningrado y Gupkinsky, un poblado a 300 kilómetros del círculo polar ártico.
Es hija de la actriz mexicana de origen español Mercedes Pascual y del exembajador, profesor universitario y ensayista político Víctor Flores Olea, fundador y primer presidente del Consejo Nacional para la Cultura y las Artes. Está casada con el periodista argentino Roberto Bardini, con quien tiene dos hijos.

## Filmografía

### Cine
- Jóvenes delincuentes (Mario Hernández, 1990)
- Mi querido Tom Mix (Carlos García Agraz, 1991)
- Cómodas mensualidades (Julián Pastor, 1991)
- Playa azul (Alfredo Joskowicz, 1991)
- Amorosos fantasmas (Carlos García Agraz, 1993)
- Sexo por compasión (Laura Mañá, 2000)

### Teatro
- ¡Ah, soledad! (Eugene O'Neill)
- La Muralla China (Max Frisch)
- Jesucristo Superestrella (Tim Rice y Andrew Lloyd Webber)
- José el Soñador (Tim Rice y Andrew Lloyd Webber)
- Veintisiete vagones de algodón (Tennessee Williams)
- Les Liaisons Dangereuses (Christopher Hampton)
- Savage in Limbo (John Patrick Shanley)
- Réquiem por un Imperio (Roberto D'Amico y Fernando del Paso)
- Escaramuzas (Catherine Hayes)
- Viaje a las sombras verdes (Finn Methling)

### Televisión
- Cuando los hijos se van (1983)
- Te amo (1984)
- Dulce desafío (1988)
- La telaraña (1990)
- Días sin luna (1990)
- Crystal Empire (Estados Unidos, 1995)
- The Guilt (Estados Unidos, 1996)
- El amor de mi vida (1998)
- El amor no es como lo pintan (2000)
- Tres Milagros (2018)
- Los ricos también lloran (serie de televisión) (2022)

## Premios
- Premio Ariel a la Mejor Actriz de Cuadro 1990 por la película Jóvenes delincuentes.
- Mejor Coactuación Femenina por la Asociación Mexicana de Críticos de Teatro por la obra Escaramuzas (1992).
- Revelación Femenina en Papel Estelar por la Unión de Críticos y Cronistas de Teatro por Escaramuzas (1992).
- Mejor Actriz de Monólogo por la Asociación Mexicana de Críticos de Teatro (1998) y por la Agrupación de Periodistas y Críticos de Teatro (1999) por Viaje a las sombras verdes.